# Гассо, Филибер
Филибер Гассо́, известный под прозвищем Дю Круази (фр. Philibert Gassot, du Croisy; 1626 — 3 мая 1695) — французский театральный актёр.

## Биография
Происходил из театральной семьи. В 1659 году Филибер Гассо присоединился к труппе Мольера, но после смерти того в 1673 году последовал за своими товарищами в Театр Генего, а в 1680—1689 годах играл во вновь образованном театре Комеди Франсез. Впервые дебютировал в роли Дю Круази в комедии «Смешные жеманницы». Дю Круази известен как первый постановщик «Тартюфа» Мольера. Его жена Мари Клаво тоже играла, но была настолько бездарна, что в конце концов отказалась от своей доли в труппе.